# متنزه يورونغ للطيور

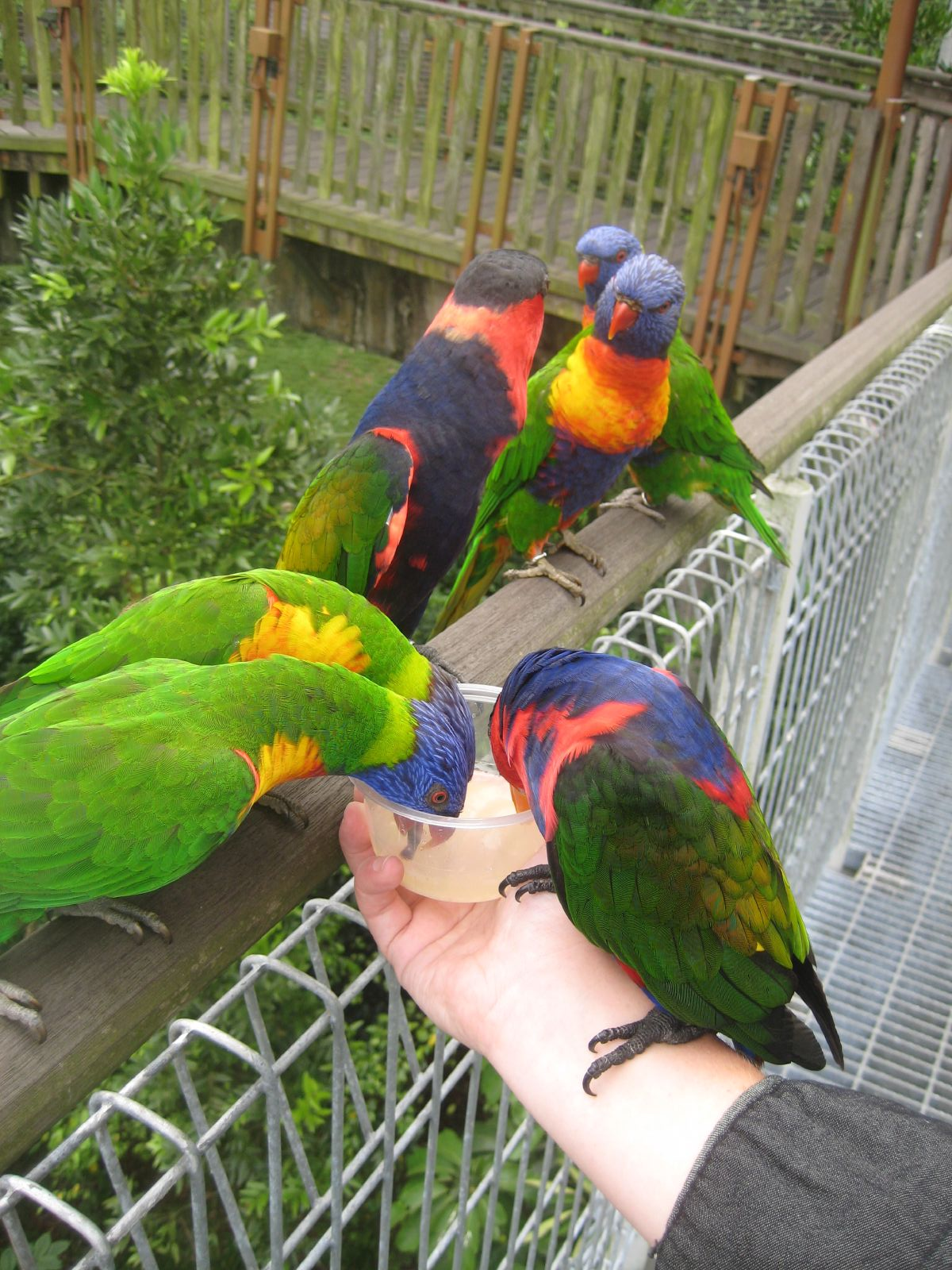
ببغاء اللوري واللوريكيت يشربون الرحيق

متنزه يورونغ للطيور (بالإنجليزية: Jurong Bird Park)‏ وهو معلم سياحي في سنغافورة يُدار بواسطة محميات سنغافورة البرية وهو المناظر الطبيعية، بُنيت على المنحدر الغربي لتل يورونغ الموجود داخل بون لاي في يورونغ ومساحته 202 ألف متر مربع، وأنشئ هذا المتنزه في سنة 1971 بفكرة من الدكتور جوه كينغ سوي، ويتواجد في هذا المتنزه الكثير من الطيور من مختلف بُلدان العالم من طيور أبو قرن ونحام وردي وكوكاتو ويتواجد في المتنزه أيضاً طيور الجارحة من مختلف الأنواع.